# Умаров, Доку Хамадович
Докка́ (До́ку) Хама́дович Ума́ров, он же Абу́ Усма́н (чечен. ӀумаргӀеран Хьамада Докка; 13 апреля 1964, Харсеной, ЧИАССР, РСФСР, СССР — 7 сентября 2013, Сунженский район, Ингушетия) — чеченский государственный, политический и военный деятель, террорист-исламист, последний президент Чеченской Республики Ичкерия (ЧРИ). С октября 2007 года амир (верховный лидер) провозглашённого им же «Кавказского эмирата» (Имарат Кавказ). Также Умаров одновременно возглавлял вилаят (адм.-терр. ед.) Нохчийчоь (Ичкерия). До этого был вице-президентом и директором Службы национальной безопасности (2005—2006), министром государственной безопасности (2004—2005), командующим Западным фронтом Вооружённых сил ЧРИ (с 2002 года). В 1997—1998 годах был секретарём Совета национальной безопасности ЧРИ. Бригадный генерал ВС ЧРИ (с 1996).
Доку Умаров заявлял, что стремится сделать Кавказ свободным и исламским, «установить закон и справедливость», боролся за независимость Чечни. На протяжении долгого времени он находился в федеральном розыске по обвинениям в грабежах, убийствах, похищениях людей, совершении террористических актов, распространении призывов к свержению власти и разжиганию межнациональной розни. По словам Рамзана Кадырова, Умаров — специалист по похищению людей, «лично расстреливал их, требовал выкуп за похищенных людей».
После гибели Шамиля Басаева стал «Террористом № 1» в России. Он причастен ко многим терактам, в частности взял на себя ответственность за подрыв поезда «Невский экспресс» в 2009 году, взрывы в московском метро в марте 2010 года, взрыв в аэропорту «Домодедово» в январе 2011 года.
23 июня 2010 года был включён США в список международных террористов. 11 марта 2011 года Совет Безопасности ООН включил Доку Умарова в список террористов, связанных с Аль-Каидой. 26 мая 2011 года США объявили награду в 5 миллионов долларов за информацию о его местонахождении.
В 2011 году вошёл в список 10 самых разыскиваемых преступников мира.
Награждён высшими орденами ЧРИ «Честь Нации» и «Герой Нации».

## Биография
Доку Умаров родился 13 апреля 1964 года в селении Харсеной Шатойского района Чечено-Ингушской АССР. По национальности чеченец, принадлежит к тейпу Мулкой. Его семья, в которой он вырос, была, по его собственным словам, интеллигентной. После школы окончил Грозненский нефтяной институт, инженер-строитель. Работал на стройках в разных районах СССР.
В 1980-е годы был осуждён за убийство по неосторожности. Отбывал срок в грозненской тюрьме. Освободившись, устроился на работу в Тюменской области, вскоре заняв должность коммерческого директора фирмы «Тюмень-Агда Ф-4». Утверждается, что в июле 1992 года у Умарова и начальника управления той же фирмы Мусы Атаева возник конфликт с двумя молодыми людьми, проживавшими в одном из областных посёлков. Умаров и Атаев приехали туда и попытались вломиться в дом к одному из них. Вход им преградил отец молодого человека, которого первым ранили из пистолета (он выжил), затем убили находившихся внутри двух человек, после чего, забрав из комнат ценные вещи, скрылись. 13 июля 1992 года прокуратурой Тюменской области Умарову и Атаеву заочно было предъявлено обвинение в убийстве, их объявили в федеральный розыск. Данное уголовное дело было закрыто в 2010 году, так как истёк срок давности привлечения к уголовной ответственности.
Саид Бурятский свидетельствовал: «Да, до начала первого джихада Абу Усман Докку Умаров был рэкетиром в России, и это ни для кого не секрет». Скрываясь от правоохранительных органов, Умаров уехал в Чечню. По собственным словам, вернулся в Чечню из Москвы из патриотических соображений, поняв, что назревает война, он вспоминал: «Когда началась война, я приехал в Чечню, услышав призыв Дудаева. Моим дальним родственником был Хамзат Гелаев, и я сразу отправился к нему. Я приехал к нему на „Мерседесе“, в туфлях и с сигаретой во рту и предложил свою помощь… Гелаев посмотрел на меня и спросил, совершаю ли я молитву? — и я ответил, что нет, но если надо, то научусь. Но он не захотел сразу брать меня к себе и направил к другому амиру. Но позже он навел про меня справки, и записал в свой отряд». Как отмечается в официальном некрологе, Умаров «бросил свой прибыльный бизнес в России и вернулся домой». Перед началом Первой чеченской войны служил в батальоне (впоследствии полк) спецназа «Борз» под началом Гелаева.

### Первая чеченская войнаи межвоенный период
Участвовал в боевых действиях против российских войск в Первой чеченской войне, в конце 1994 года возглавил один из отрядов боевиков, действовавший в районе его родового села. Во время боёв в Грозном будучи гранатомётчиком лично уничтожил 23 единицы бронетехники противника. Его женитьба на дочери влиятельного полевого командира Дауда Ахмадова — близкого соратника Джохара Дудаева — позволила ему получить достойный пост в окружении президента Ичкерии. К 1996 году стал бригадным генералом ЧРИ. Летом 1996 года Умаров был одним из соучастников казни тридцати милиционеров и военных — чеченцев, оборонявших Грозный. С конца 1996 года вместе с Арби Бараевым занимался похищениями людей с целью получения за них выкупа. По данным правоохранительных органов, Умаров был непосредственно причастен к похищению в марте 1999 года спецпредставителя МВД РФ в Чечне Геннадия Шпигуна, за освобождение которого потребовали 15 млн долларов.
В правительстве президента ЧРИ Аслана Масхадова был секретарём Совета национальной безопасности (с 1 июня 1997), руководителем штаба по координации борьбы с преступностью (с ноября 1997). В 1998 году указом Масхадова был снят со всех постов за нападение на сотрудников прокуратуры ЧРИ и причастность к похищениям людей. Вместе с Гелаевым посещал Пакистан, где они, как пишет Саид Бурятский, «более подробно изучали ислам и встречались с рядом ученых, задавая им вопросы». Умаров публично обещал расстрелять Масхадова, если тот пойдёт на переговоры с российским руководством.

### Вторая чеченская война
С началом Второй чеченской войны Умаров активно участвовал в боевых действиях на стороне боевиков. В январе 2000 года при прорыве из Грозного он был тяжело ранен в челюсть — получил челюстно-лицевую травму во время перехода через минное поле, после чего лечился в Нальчике в поликлинике челюстно-лицевой хирургии в 2000 году, что обеспечило МВД России, этот вопрос курировал лично министр Владимир Рушайло («у МВД на Доку Умарова были долгосрочные планы», в дальнейшем с его помощью был освобождён ряд иностранных заложников). В 2014 году об этом рассказал в своей публикации обозреватель «Новой газеты» Вячеслав Измайлов: была оформлена сделка с руководством МВД, в ходе которой Умаров освободил двух пожилых польских заложниц-этнографов, захваченных годом ранее в Дагестане, его боевики выдали тело убитого генерала Шпигуна, а взамен тот получил возможность подлечиться и выехать за границу.
Как писал об этом Саид Бурятский: «При выходе из Грозного он был тяжело ранен — взрывной волной и осколками пробило голову, раздробило челюсть и сорвало кожу с лица. Но, несмотря на отсутствие медицинской помощи и нагноение ран, когда пришлось сверлить череп, чтобы вывести оттуда гной, он выжил». Затем он находился в Грузии, после чего, возглавив небольшую группу боевиков, возвратился в Чечню.
Летом 2002 года стал командующим новообразованного Западного фронта ВС ЧРИ. В августе того же года участвовал в захвате населённых пунктов в Веденском и Урус-Мартановском районах. Участвовал в похищении сотрудников прокуратуры Чечни А. Климова и Н. Погосовой (похищены 27 декабря 2002 года по дороге из Грозного в аэропорт Моздока, освобождены через год в результате спецоперации ФСБ). Ближе к середине 2003 года выступил организатором расширенного заседания Маджлисуль Шура возглавляемого им Юго-Западного фронта, прошедшее на уровне Большого Маджлиса — по оценке Шамиля Басаева, который принимал в нём участие: «Мы все очень хорошо отдохнули, поели хорошего шашлыка», — отмечал он. Умаров причастен к взрывам здания Управления ФСБ Ингушетии и электрички в Кисловодске в сентябре 2003 года. В результате подрыва грузовика со взрывчаткой в здании УФСБ погибли 3 и были ранены более 20 человек, а в результате взрыва электрички погибли семь и ранены более 50 человек.
В начале 2004 года президент Чечни Ахмат Кадыров перечисляет Басаева, Умарова, Арсанова как «главный клан ваххабитов Чечни».
В марте 2004 года объявил себя преемником погибшего Руслана Гелаева и взял под контроль отряды боевиков в Ачхой-Мартановском, Урус-Мартановском и Шатойском районах. Являлся командиром крупной группировки до нескольких сот членов.
Был одним из организаторов рейда боевиков на Ингушетию 22 июня 2004 года и руководителем нападения на Грозный 21 августа 2004 года. В июле 2004 года вошёл в сформированное Асланом Масхадовым реформированное правительство ЧРИ, получив портфель министра государственной безопасности, занимал эту должность до июня 2005 года, одновременно являлся командующим Юго-западным фронтом.
2 июня 2005 года указом президента ЧРИ Абдул-Халима Садулаева назначен вице-президентом ЧРИ, с сохранением должности директора Службы национальной безопасности ЧРИ (по другому утверждению — с одновременным занятием последней должности).
Сам Умаров вспоминал об этом позже, что когда в 2002 году президент Масхадов назначил вице-президентом Садулаева, то сделал последнему весет (завещание) в случае своей гибели (а следовательно, занятия поста президента Садулаевым) тот назначил на эту должность Умарова.
В интервью журналисту «Радио Свобода» Андрею Бабицкому в июле 2005 года Умаров высказывается против применения террористических методов. Как отмечает Бабицкий, президент и вице-президент Ичкерии Абдул-Халим Садулаев и Доку Умаров намерены следовать линии Аслана Масхадова, осуждавшего терроризм и призывавшего Россию к переговорам. Бабицкий также отмечал, что «Умаров не ваххабит — это известно в Чечне, он исповедует традиционный ислам».
В качестве «неожиданно крупного поступления долларовой наличности» указывают полученные Умаровым в мае 2006 года 5 миллионов долларов в качестве выкупа за богатого заложника, из которых 1,5 миллиона долларов Умаров отправил Садулаеву.

### Президент Чеченской Республики Ичкерия
17 июня 2006 года в связи с гибелью президента ЧРИ Абдул-Халима Садулаева вице-президент Умаров приступил к выполнению обязанностей президента. Это было ожидаемо, как отмечала «Русская служба Би-би-си»: «Сам Садулаев ещё в прошлом году пообещал, что в случае его гибели новым лидером чеченских сепаратистов станет его вице-президент Доку Умаров». «Умаров — один из самых опытных полевых командиров, авторитет которого среди боевиков сравним с известностью Шамиля Басаева», — отмечал в те дни «Кавказский узел».
В числе первых указов Умаров освободил Шамиля Басаева от должности вице-премьера и назначил его на должность вице-президента.
В опубликованном в интернете 23 июня 2006 года обращении Умарова в качестве нового президента Ичкерии заявлялось, что Ичкерия продолжает оставаться хоть и оккупированным, но независимым государством, а «чеченский народ преследует одну-единственную цель — быть свободным и равноправным среди всех народов мира». Заявляя о планах расширения зоны боевых действий на территорию России, Умаров отмечал: «Однако при этом я ответственно заявляю, что целями наших ударов и атак будут исключительно военно-полицейские объекты… Я, как и мои предшественники на президентском посту, также буду решительно пресекать все удары по гражданским объектам и лицам». Чеченцам, работающим в государственных структурах, созданных Россией, Умаров пригрозил «проклятием и презрением» потомков, пообещав создать в структурах всех действующих «фронтов» специальные подразделения, задачей которых будет ликвидация «наиболее одиозных национал-предателей и военных преступников из состава оккупационных формирований, приговорённых к высшей мере наказания шариатским судом».
Известно, что летом 2006 года Кадыров «проводил работу с родственниками Умарова и через посредников по его сдаче», тогда сдался брат Доку Умарова (по разным оценкам старший или младший, при этом вначале сообщалось, что сдался сам Доку Умаров, но позднее эти сведения были опровергнуты). Кадыров называл Умарова «самым подлым и кровожадным из всех, кто когда-либо находился в горах среди участников незаконных вооруженных формирований».
В сентябре 2007 года Доку Умаров обратился через Интернет к мусульманам Кавказа и России, поздравил с наступлением благословенного месяца Рамадан — месяца очищения и успеха, и в очередной раз напомнил о положении их сражающихся братьев на Кавказе: «Мусульмане должны помнить о своих братьях и сёстрах, вышедших на Джихад, и помогать имуществом, оружием, словом, поддержкой семей моджахедов и Шахидов, помощью раненым и обездоленным».
3 октября 2007 года посмертно восстановил в звании бригадного генерала Арби Бараева, активно занимавшегося похищениями людей за выкуп, а также посмертно присвоил звание генералиссимуса Шамилю Басаеву.

### АмирИмарата Кавказ
В октябре 2007 года Умаров объявил о создании «Кавказского эмирата» и призвал сторонников воевать не только против России, но и против других стран:
Мы неотъемлемая часть исламской Уммы. Меня огорчает позиция тех мусульман, которые объявляют врагами только тех кафиров, которые на них напали непосредственно. При этом ищут поддержки и сочувствия у других кафиров, забывая, что все неверные — это одна нация. Сегодня в Афганистане, Ираке, Сомали, Палестине сражаются наши братья. Все кто напал на мусульман, где бы они не находились — наши враги, общие. Наш враг не только Россия, но и Америка, Англия, Израиль, все кто ведут войну против Ислама и мусульман.
Против этой линии, вдохновляемой исламистским идеологом Мовлади Удуговым, резко выступил Ахмед Закаев. По утверждению сторонников Закаева, «телефонным голосованием» среди членов т. н. «парламента ЧРИ» Закаев был избран «премьер-министром» ЧРИ, поскольку Умаров «самоустранился от исполнения обязанностей президента». Со своей стороны руководство «Кавказского эмирата» объявило деятельность Закаева антигосударственной, поручив разобраться с ним шариатскому суду и службе безопасности «Мухабарат», обвинив его в причастности к гибели президентов ЧРИ Масхадова и Садулаева.
Шамсуддин Батукаев свидетельствовал, что объявление Умарова амиром произошло «с согласия муджахедов и амиров», их большинством.
Президент Чеченской Республики Рамзан Кадыров неоднократно предлагал Умарову сдаться правоохранительным органам:
Я настойчиво призываю Доку Умарова встать на колени и со слезами на глазах просить прощения у народа.
Твои товарищи-террористы сбежали на Запад, и тебе советую так же поступить, если не хватает духа встать на колени перед народом.
…Я вижу достойный выход для Умарова — самому застрелиться или предстать перед судом, если он считает себя невиновным.
Также Кадыров неоднократно заявлял, что Умаров тяжело болен и ранен:
«Я располагаю достоверными данными о том, что Умаров серьезно болен, у него во рту нет ни одного зуба, от переохлаждения гниют ноги. Зима будет холодной, он её не переживет»
Кадыров добавил, что в случае явки с повинной Умаров может рассчитывать на получение квалифицированной медицинской помощи.
В декабре 2007 — январе 2008 годов в ходе инспекционной поездки по регионам Ичкерии и Ингушетии Доку Умаров отмечал, что данный год явился первым с начала второй войны, когда моджахеды практически в полном составе остались на своих базах в зимний период.
Специальной лингвосемантической экспертизой видеозаписи обращения Умарова установлено, что «в его обращении содержатся высказывания, направленные на возбуждение ненависти по признакам национальности, отношения к религии, в частности, содержались призывы к осуществлению насильственных действий в отношении лиц определённой национальности, так и в отношении иных социальных групп (сотрудников правоохранительных органов и представителей государственных правительственных структур)»
16 апреля 2009 года в Чечне был отменён режим контртеррористической операции (КТО).
Террористическая группа, взявшая на себя ответственность за подрыв поезда «Невский экспресс» в 2009 году заявила, что теракт осуществлён по указанию их лидера Доку Умарова.
По информации агентства «Росбалт» со ссылкой на источник в спецслужбах, в ноябре 2009 года Умарову были отправлены отравленные продукты. Получив информацию, что Умаров принял яд, и установив примерное его месторасположение, войска нанесли по этому месту ракетный удар и начали прочесывание леса. Среди найденных трупов Умарова не оказалось. По данным источника, ему удалось выжить, однако «есть сведения, что из-за яда у Умарова развились несколько тяжёлых заболеваний».
(В августе 2010 года глава Центра стратегических исследований на Северном Кавказе Абдула Истамулов свидетельствовал, что «разные слухи о том, что Доку Умаров серьёзно болен, ходили в регионе всё последнее время. То ли его ранили, то ли отравили. Наши источники также подтверждают информацию о его тяжёлой болезни».)
В своём интервью в феврале 2010 года, подводя итоги за прошлый год, Доку Умаров отмечал установление строгой дисциплины в рядах моджахедов, упорядочение набора новобранцев. Он заявил, что с тех пор, как он стал амиром, прошедший год явился самым успешным. Доку Умаров также отметил усиление «пробуждения мусульман в последние годы», он заявил, что «для Кремля сегодня самые большие враги, это мы — муджахиды, которые проснулись от спячки и вышли, чтобы установить слово Аллаха и законы Аллаха на этой земле» (в подтверждение его слов можно указать, что президент РФ Дмитрий Медведев отмечал, что «самой большой внутренней угрозой России является терроризм и нестабильность на Северном Кавказе»).
23 июня 2010 года США официально включили Доку Умарова в список международных террористов. Внесение Умарова в этот список произошло во время визита в США президента России Дмитрия Медведева, решение о внесении было принято государственным секретарём США Хиллари Клинтон.
В июле 2010 года стало известно, что Доку Умаров назначил своим наибом (заместителем) и преемником в случае своей гибели амира Асламбека (Асламбека Вадалова), а Хусейна Гакаева — валием вилайята Нохчийчоь (Ичкерия).
Раскол в подполье
1 августа 2010 года широкой общественности стало доступно видеообращение Доку Умарова, в котором он заявил, что исполнять обязанности амира ему не позволяет здоровье, и предложил в качестве своего преемника Асламбека Вадалова. Умаров также отметил, что джихад должны возглавить более молодые и энергичные амиры и особо подчеркнул, что сам он намерен продолжить джихад и будет всячески помогать словом и делом.
Однако уже на следующий день 2 августа 2010 года Умаров выступил со специальным обращением, в котором заявил, что «в связи со сложившейся обстановкой на Кавказе» не считает для себя возможным сложить полномочия амира Имарата Кавказ и дезавуировал своё предыдущее видеообращение об отставке. Заявление о собственной отставке им было опровергнуто и названо сфабрикованным. Спустя несколько дней «за публикацию фальсифицированного указа» был отстранён от должности директор информационно-аналитической службы Имарата Кавказ Мовлади Удугов.
13 августа 2010 года назначенный месяцем ранее верховным кадием Шариатского суда Имарата Кавказ Сейфуллах Губденский (был убит ФСБ через несколько дней), подтвердил, что «единственным законным правителем мусульман Кавказа есть и остаётся Амир Абу Усман».
15 августа полевой командир Хусейн Гакаев обнародовал заявление о выходе чеченских формирований из подчинения Доку Умарову, объяснив это «сложившейся на Кавказе обстановкой».
Отозвавший своё заявление об отставке Доку Умаров, по словам Гакаева, «проявил неуважение к меджлису».
В очередном видеообращении, размещённом в Интернете, Доку Умаров возложил ответственность за раскол в подполье на представителя «Аль-Каиды» Муханнада. Эксперты связывали происходящее со стремлением Умарова оставить за собой контроль над финансовыми потоками. По мнению специализирующегося на изучении проблем Кавказа эксперта Центра Карнеги Алексея Малашенко, Доку Умаров под нажимом части подполья, в основном чеченцев, действительно хотел уйти, однако отозвал заявление под давлением лидеров кабардино-балкарского крыла имарата, к которым, в частности, террорист в своем первом заявлении и обращался с просьбой поддержать отставку. «Ему не дали уйти наиболее радикально настроенные соратники, которым в качестве лидера нужен бандит с раскрученным именем», — считает Малашенко.
Позже Умаров отстранил от командования и лишил чинов и званий лидеров фронта ВС Нохчийчоь Асламбека Вадалова, Хусейна Гакаева и Тархана Газиева и объявил, что они подлежат шариатскому суду, объяснив это нарушением ими баята.
В интервью Би-би-си главный редактор интернет-издания «Кавказский узел» Григорий Шведов, комментируя назначение Умаровым нового амира Дагестана, отмечал, что хотя «Умаров не может действовать примитивно-авторитарно и назначать кого хочет и кем хочет, но его влияние велико».
Экс-министр печати Чечни Руслан Мартагов в газете «Взгляд» (28.10.2010) отмечал, что финансирование из арабских стран проходит через Умарова.

#### 2011 год
По сообщению МВД РФ, в начале 2011 года Умаров находился на территории Северо-Кавказского федерального округа.
В январе 2011 года Доку Умаров выступил с комментарием в общественной дискуссии по вопросу о государственном языке Имарата Кавказ, отдельно рассмотрев варианты османского и арабского языков.
В своём видеообращении в начале февраля 2011 года Доку Умаров пригрозил России новыми терактами и пообещал устроить ей «год крови и слёз». Тогда же Доку Умаров взял на себя ответственность за взрыв в московском аэропорту Домодедово 24 января. Он отметил, что эта спецоперация проведена по его приказу и что взрыв в Домодедове является ответом на «притеснения и убийства мусульман не только на Кавказе, но и во всем исламском мире», он также заверил, что взрывы будут учащаться и не прекратятся до тех пор, пока федеральные силы не покинут Кавказ.
Несколько позже в том же месяце полпред президента в СКФО, вице-премьер РФ Александр Хлопонин заявил, что «честно может сказать», что Доку Умаров «уже не такой влиятельный на Кавказе с точки зрения определения позиций, постановки задач».
11 марта 2011 года комитет СБ ООН по санкциям в отношении «Аль-Каиды», движения «Талибан», а также связанных с ними лиц и организаций принял решение о включении Доку Умарова в свой консолидированный список, что обязывает государства-члены ООН безотлагательно ввести в отношении Умарова режим санкций, предусматривающий замораживание всех принадлежащих ему финансовых активов, запрет на передвижение и предоставление любого содействия, включая поставку оружия и финансовых ресурсов.
28 марта 2011 года в Сунженском районе Ингушетии прошла масштабная спецоперация, направленная на ликвидацию Умарова, в ходе которой была уничтожена база боевиков, — погибли 19 боевиков, в том числе Супьян Абдуллаев и личный врач Умарова. Предполагалось, что среди уничтоженных боевиков также мог находиться Умаров (см. раздел Сообщения о гибели), однако впоследствии выяснилось, что он успел покинуть базу за несколько часов до начала операции. По информации со ссылкой на ФСБ утверждается, что Умаров тогда был сильно ранен и фактически отошел от дел, полностью посвятив себя лечению.
26 мая 2011 года США в рамках национальной программы «Вознаграждение за содействие правосудию» объявили награду в 5 млн долларов за информацию о нахождении Доку Умарова. Об этом было сообщено в совместном заявлении президента России Дмитрия Медведева и президента США Барака Обамы. 28 мая 2011 года исполняющий обязанности председателя Совета Федерации Александр Торшин предложил добавить ещё 5 млн долларов за поимку Умарова, расценив таким образом награду в 10 млн долларов.
По сообщению журнала «Forbes» в июне 2011 года, Умаров в числе трёх россиян попал в список десяти самых опасных в мире криминальных главарей, разыскиваемых ФБР, двумя другими были указаны Семён Могилевич под № 5 и Алимжан Тохтахунов по прозвищу Тайванчик под № 8, Умаров же занял последнее, десятое, место).
По-видимому, покинув Россию в конце марта 2011 года, Доку Умаров не менее месяца находился в Турции, где восстанавливал силы в одной из провинций на берегу моря (в Стамбуле проживает его брат Ваха (актуально по состоянию на октябрь 2011 года), который, по собственному утверждению в начале 2010 года, «регулярно общается с Доку Умаровым»). Также известно, что Умаров получал в Турции амбулаторную помощь в одном из военных госпиталей. «Аргументы.ру» приводят слова неназванного представителя спецслужб, работающего в посольстве России в Турции, что Доку Умаров в Турции «живёт скромно и тихо», находясь под негласным наблюдением как турецких, так и российских спецслужб: «Турки опасаются, что его подпольный и террористический опыт может заинтересовать террористические организации курдов».
В то же время высокопоставленный представитель российских спецслужб заявил РИА Новости, что сообщения СМИ о возможном нахождении Умарова в одном из иностранных государств являются дезинформацией и вымыслом, «журналистской уткой».
По сведениям на октябрь 2011 года, Доку Умаров возвратился в Россию и снова появился в Ингушетии. Доку Умаров, вероятно, находится где-то в лесу на границе Чечни с Ингушетией, — отмечает «Независимая газета» (18.10.2011).
Считается, что большую часть времени Доку Умаров проводит в Ингушетии. «На территории Чечни Умаров появляется очень редко. За информацию о его местонахождении объявлена крупная награда. А в Ингушетии сторонников у него много, там есть труднодоступные районы, в которые федеральная власть вообще не заходит», — приводят слова высокопоставленного офицера в силовых структурах Чечни «Аргументы.ру».

#### 2012 год
3 февраля 2012 года в очередном видеообращении Доку Умаров, как сообщает Русская служба Би-би-си, призвал своих сторонников приостановить атаки на гражданское население России, которое, по его словам, «является заложниками Путина», и которое своим участием в акциях протеста продемонстрировало нежелание поддерживать политику Владимира Путина: «Поскольку пошли процессы гражданского протеста, и население более не приемлет политики Путина, я приказываю всем группам, осуществляющим специальные операции на территории России, не подвергать страданиям мирное население». Сообщается также, что Умаров распространил приказ, обязывающий «моджахедов наносить удары на территории России точечно и выборочно по объектам силовых структур, армии, спецслужб и по политическому руководству России», ответственность же за все возможные атаки против гражданского населения, которые могут произойти после публикации своего приказа, Доку Умаров возложил на «агонизирующий чекистский режим».
Спустя несколько дней президент РФ Дмитрий Медведев выразил беспокойство относительно возможной активизации северокавказского подполья в связи с предстоящими в России президентскими выборами.
На Шуре вилайята Нохчийчо (Чечня), состоявшейся 29 апреля, Умаров обратился к чеченцам: «Сегодня у нас большая просьба к вам от меня, Доку Умарова, и от моих воинов: если вам как-то трудно от нас и от нашей власти, то простите нас братья, сёстры-мусульмане». Он также отметил: «…Делаем всё что возможно, и вы делайте и идите по этому пути с нами, и будьте моим воинам товарищами и помогайте им… На сегодняшний день им от вас ничего не нужно, а нужно ваше братство, помощь. Ради вас мы всё терпим». «Сегодня на улице, из нашей религии, из нашего народа, они отказались от нас и ушли. Таких людей много, они отделились от нас! Ради Аллаха так нельзя, наши воины так не поступают, они дома у себя. Они не ради денег здесь, а ради Аллаха и земли своей. Они устали. Ради вас они всё это делают!».
Из газеты «Версия» в начале июня стало известно, что Умаров скрывается на одной из вилл турецкого города Измир. В самом начале августа глава Ингушетии Юнус-Бек Евкуров отметил, что Умаров возможно, периодически появляется в Ингушетии: «Нет исключения, что Доку Умаров может иногда находиться в республике Ингушетия». В интервью «The New Times» (01.10.2012) на замечание журналиста «Разве Доку Умаров не за границей?» Юнус-Бек Евкуров отметил: «Где бы он ни был, он всё равно управляет процессом».
В конце года, накануне новогодних праздников глава Ингушетии Юнус-Бек Евкуров заявил, что Умаров может находиться на территории горно-лесистой местности республики.

#### 2013 год
По некоторым данным, 10 января 2013 года в Веденском районе Чечни начались активные поиски группировки Умарова, в ходе которых удалось выйти на Хусейна и Муслима Гакаевых и уничтожить их. 18 февраля силовики возобновили поиски боевиков в Веденском районе, имея основания полагать, что Доку Умаров скрывается в тех же местах, что и братья Гакаевы.
В апреле в селе Аршты Сунженского района Ингушетии произошёл серьёзный инцидент между чеченскими и ингушскими силовиками, причиной которого послужило появление в селе полицейских из Чечни с неблаговидными, по мнению ингушских коллег, намерениями. Как пояснил Рамзан Кадыров, у силовиков республики появилась оперативная информация о том, что в Арштах скрывается Доку Умаров со своим окружением. Операция по поимке Умарова сорвалась.
В мае глава Ингушетии Юнус-Бек Евкуров не исключил, что Доку Умарова уже давно нет в живых, но отметил, что спецслужбы продолжают поиски террориста.
2 июля лидер мятежников Имарата Кавказ появился с видеообращением, в котором призвал сторонников всеми силами сорвать Зимнюю Олимпиаду 2014 года в Сочи. Он также заявил об отмене моратория на проведение операций на территории России, в связи с тем, что это было воспринято в Москве как слабость и преследование мусульман усилилось. Это видеообращение было последним, на котором Умаров показан живым.
15 декабря газета National Post со ссылкой на источники в канадской разведке сообщила о том, что Доку Умаров не отказался от планов по совершению терактов во время Олимпиады в Сочи.
Французская газета Le Figaro напоминает, что эмир Доку Умаров призвал своих сторонников сделать всё, чтобы сорвать Олимпиаду, которая, по замыслу Владимира Путина, должна стать «символом вновь обретённого могущества страны».

#### 2014 год
16 января 2014 года глава Чечни Рамзан Кадыров заявил, что, по имеющимся у него данным, Доку Умаров был убит в результате спецоперации. В то же время российские спецслужбы сообщили, что не подтверждают смерть Умарова.
В тот же день в YouTube появилась видеозапись, на которой неизвестный представитель вооружённого подполья (как выяснилось позже, Алиасхаб Кебеков) подтверждает смерть Умарова, не приводя никаких подробностей.
18 марта 2014 года сайт Кавказ-центр официально подтвердил гибель Доку Умарова. 8 апреля 2014 года его смерть подтвердил глава ФСБ Александр Бортников — «в результате проведённой оперативно-боевой работы».
19 июля 2014 года Кадыров опубликовал в Instagram фотографию мёртвого Умарова, как подтверждение его смерти.
20 июля 2014 года в интернете появилось видео, на котором запечатлены похороны Умарова соратниками. На записи амир Хамзат (Аслан Бютукаев) рассказывает, что Умаров умер на рассвете 7 сентября 2013 года — спустя месяц после отравления c пищевыми продуктами.
По свидетельству Хамзата, в последний вечер перед смертью Умаров «попросил передать всем мусульманам, чтобы простили его». «Мы его все любили, он был нам всем нужен», — говорит Хамзат, по его словам Умаров «призвал к терпению и стойкости и уже утром умер, и смерть его была легкой». На этой же записи ему вторит амир Махран (Махран Саидов): «Докку просил передать всем братьям и сестрам, чтобы простили его».

## Преследование
«Доку Умаров является одним из наиболее известных лидеров сепаратистов и террористов. Он занимает одно из центральных мест в числе проповедников ислама в ваххабистском толке. Он — среди тех, кто склоняет молодёжь Кавказа к терактам и противостоянию властям. Умаров является одним из наиболее опасных террористов» (Павел Данилин, 2011 год).
Доку Умаров стал главной целью спецслужб России после гибели в 2006 году Шамиля Басаева.
В ноябре 2009 года Кадыров заявлял об Умарове: «Он, подобно крысе, зарылся где-то в горах, вокруг него остаётся всё меньше людей, и вряд ли ему удастся пережить осень и зиму, ибо за ним идут по пятам». Тогда же Кадыров заявлял: «С этим человеком не о чём говорить, его место в тюрьме или под землёй». В декабре 2009 года Кадыров, назвав Умарова «порождением иностранных спецслужб», указал, что он является «для нас (чеченцев), как и для всего российского народа, для меня лично, врагом номер один». В июне 2011 года Кадыров заявил об Умарове: «Мы бы хотели, чтобы крыса оказалась на скамье подсудимых и коротала жизнь в сибирской колонии. Окажет сопротивление — церемониться никто не станет». «Умаров — больной, запуганный человек, который сидит где-то в „землянке“ и не хочет из неё выходить… мы можем гарантировать ему только одно: если он придет с повинной в правоохранительные органы, он может рассчитывать на справедливый суд, в противном случае мы его найдем и уничтожим», — заявлял в августе 2010 года глава МВД Чечни Руслан Алханов. В августе 2011 года Р. Алханов заявил: «Умаров, как крыса, которая постоянно перемещается с места на место. Он понимает, что правоохранительные органы не сидят, сложа руки, так что пока он жив, он не может быть в безопасности. Поэтому он постоянно передвигается. Если бы мы знали, где он точно находится в данное время, то давно отправили бы его к его друзьям — Басаеву и Масхадову».
Сложность его преследования объясняют горно-лесистым крайне труднодоступным характером местности, где он скрывается, его высокой подвижностью («Умаров никогда не ночует в одном и том же месте. Он постоянно перемещается», — Иса Ямадаев).
Юнус-Бек Евкуров отмечает (сентябрь. 2012): «У него довольно серьезно поставлен контрразведывательный режим. Подступы к Умарову отсечены».
Летом 2009 года Рамзан Кадыров заявлял, что имеет данные о том, что «Доку Умаров был тяжело ранен в ходе проведения под руководством депутата Госдумы Адама Делимханова спецоперации. На месте боя были обнаружены тела четверых боевиков». По словам Кадырова, Умарову, несмотря на тяжёлое ранение, удалось скрыться. Делимханов тогда же заявил, что убитые четверо боевиков являлись охранниками Доку Умарова.
В 2005 году в отношении Умарова было возбуждено уголовное дело по статье «Организация незаконных вооружённых формирований».
23 июня 2010 года США официально включили Доку Умарова в список международных террористов. 11 марта 2011 года Совет Безопасности ООН включил Доку Умарова в список террористов, связанных с Аль-Каидой. 26 мая 2011 года США включили Доку Умарова в национальную программу «Вознаграждение за содействие правосудию» и объявили награду в 5 миллионов долларов за информацию о его нахождении (для сравнения: за информацию о местонахождении Шамиля Басаева и Аслана Масхадова ФСБ России в 2004 году объявляла награду в 10 миллионов долларов, за любую информацию, которая способствует поимке преемника бен Ладена Аймана аз-Завахири США предлагали 25 миллионов долларов, а за голову лидера иракской ячейки «Аль-Каиды» Абу Дуа в октябре 2011 года было объявлено 10 миллионов долларов). Впрочем, первоначально объявленная США награда за голову Усамы бен Ладена также составляла 5 миллионов долларов.
В ответ на призыв Доку Умарова к своим сторонникам сорвать Олимпиаду 2014 года в Сочи глава Чечни Рамзан Кадыров в июле 2013 года заявил, что «шайтан Умаров» наверняка будет уничтожен ещё до начала Игр: «Он — шайтан, мы его до Олимпиады, я думаю, уверен, что мы его уничтожим. Мы его ищем каждый день, он нигде не появляется», — сказал Кадыров. При этом он заявил, что Доку Умаров лишь инструмент в руках «западных, европейских» врагов России, которым не нравится идея проведения Олимпиады в Сочи, и обозвал его «крысоматкой».

### Сообщения о гибели
Сегодня никто из нас не знает, где и когда прервётся его жизнь. АльхамдулиЛлах, я готов к смерти в любую минуту, спокоен и не переживаю по этому поводу. Я готов к смерти в любом месте, даже за рулём «Камаза» со взрывчаткой.
Российские официальные лица и СМИ неоднократно сообщали о гибели Доку Умарова, однако затем эта информация была официально опровергнута. Весной 2014 года было официально объявлено о смерти Умарова — вначале боевиками, а затем — спецслужбами, при этом его труп так и не был обнаружен. 19 июля 2014 года Рамзан Кадыров выложил в Интернет фотографию мёртвого Умарова.
25 сентября 2017 года телеканал РЕН ТВ со ссылкой на собственные источники сообщил, что в горах Ингушетии обнаружены останки Доку Умарова. По данным телеканала, части тела доставлены в Москву для проведения экспертизы и подтверждения личности.
Первое сообщение о гибели Умарова поступило 27 марта 2000 года, когда командование Объединённой группировки войск на Северном Кавказе объявило о его гибели в бою в районе села Галайты Ножай-Юртовского района Чечни.
В сентябре 2004 года во время захвата школы в Беслане один из подростков якобы опознал Умарова, но среди убитых террористов Умарова не оказалось.
15 апреля 2005 года сообщалось о том, что в многоэтажном доме в Ленинском районе Грозного были блокированы 6 боевиков. Сообщалось, что Умаров мог находиться среди них. В результате спецоперации погибли 5 боевиков, одному удалось скрыться. Высказывались предположения, что это и был Доку.
8 июня 2009 года СМИ распространили новость, что Доку Умаров был убит в ходе спецоперации Вооружённых сил России в мае в районе селения Даттых Сунженского района Ингушетии, но впоследствии эта информация была опровергнута.
О его гибели сообщалось 13 ноября 2009 года (спецоперация в лесном массиве в окрестностях села Шалажи Урус-Мартановского района), однако эта информация не подтвердилась.
В январе 2011 года вновь появилась информация о смерти Доку Умарова. По сообщениям источника сайта Lenta.ru, «в течение последних дней в горных районах Чечни оперативным путём зафиксированы факты обсуждения местными жителями темы возможной смерти лидера остатков бандформирований Доку Умарова». Но 7 февраля 2011 года в сети Интернет появилась видеозапись с обращением Доку Умарова, которая была распространена среди СМИ, где лидер боевиков берёт на себя ответственность за теракт в аэропорту Домодедово 24 января и обещает сделать 2011 год «годом крови и слез» для России. Эта запись также расследуется в связи с террористическим актом в аэропорту Домодедово.
29 марта 2011 года появилась информация о том, что Умаров мог быть уничтожен в числе других боевиков в ходе спецоперации в Ингушетии 28 марта 2011 года. В результате точечного удара ВВС и наземной операции были уничтожены 19 боевиков, среди опознанных — полевой командир Супьян Абдуллаев и другие близкие Умарову люди, которые обычно всегда находились рядом с ним, в том числе по данным ИТАР-ТАСС — гражданская жена лидера «Имарата Кавказ» (Кавказ-центр позже уточнил, что погибшая женщина не имеет отношение к Умарову).
8 апреля 2011 года в северокавказскую редакцию радио «Свобода» позвонил человек, представившийся Умаровым, и заявивший о том, что он жив (эксперты подтвердили, что звонил действительно Умаров). 14 апреля 2011 года, по данным информационного агентства LifeNews, экспертиза опровергла смерть Доку Умарова. Анализ ДНК показал, что Умарова среди убитых боевиков не было (ДНК, выделенные из образцов ткани отца Доку Умарова Хамада, убитого в Чечне в 2007 году, не совпали с анализами ни одного из них). Более того, в середине мая лидер северо-кавказских сепаратистов дал интервью, в котором выразил сожаления по поводу уничтожения бен Ладена и пообещал сделать «полем сражения» территорию всей России.

#### Гибель
18 декабря 2013 года на пресс-конференции в Москве глава Чечни Рамзан Кадыров выразил уверенность в том, что Умаров уже мёртв: «По нашей информации, Доку Умаров давно мёртв. Мы просто ищем труп. Кто найдет труп, тот станет великим воином».
16 января 2014 года Р. Кадыров заявил, что, по имеющимся у него данным, Доку Умаров был убит в результате спецоперации; в подтверждение своих слов Кадыров ссылался на запись переговоров эмиссаров кавказских боевиков, которые выражали соболезнования в связи со смертью Умарова, обсуждали кандидатуру преемника на посту эмира Кавказского эмирата.
В то же время российские спецслужбы сообщили, что не подтверждают смерти Умарова.
Боевики предварительно подтвердили сведения о смерти Умарова 16 января 2014 года, а окончательно — 18 марта; они заявили, что Умаров отравился продуктами, переданными жителем Ингушетии. На посту лидера Имарата Кавказ его сменил Алиасхаб Кебеков (под именем Али Абу-Мухаммад).
8 апреля 2014 года директор ФСБ РФ Александр Бортников официально заявил, что нейтрализована деятельность Доку Умарова.
19 июля Кадыров опубликовал фото мёртвого Умарова, и в тот же день на сайтах боевиков появилась видеозапись погребения Умарова. На видео человек называет дату смерти Умарова — 7 сентября 2013 года.
25 сентября 2017 года появились сообщения об обнаружении останков Доку Умарова в Ингушетии. Место захоронения показал мужчина, задержанный за участие в боевых действиях на стороне боевиков в Сирии. ФСБ официально подтвердило обнаружение останков Умарова 27 сентября. Экспертиза подтвердила принадлежность найденных останков Доку Умарову и причину его смерти — отравление сильнодействующим ядом. Отравление Умарова в 2013 году было результатом спецоперации силовиков.
Детали спецоперации, в результате которой был убит Умаров, ФСБ не раскрывает.
31 декабря 2020 года расследователь Bellingcat Христо Грозев выложил в открытый доступ в Google Docs данные о поездках за несколько лет группы лиц, связанных с Институтом криминалистики ФСБ и подозреваемых в причастности к отравлению Алексея Навального. Телеканал «Дождь» озвучил совпадение поездок сотрудников этой группы в Нальчик в 2013 году со смертью Умарова.

## Оценки личности
По мнению эксперта Московского центра Карнеги исламоведа Алексея Малашенко (2010), Умаров 
«при всём том, что он сегодня наиболее известен, благодаря СМИ, — это не тот человек, который несёт какие-то харизматические черты, как это было у Шамиля Басаева, или у того же Саида Бурятского».

## Семья
Был женат на дочери полевого командира Дауда Ахмадова (близкого соратника Джохара Дудаева). Имел шестерых детей.
5 мая 2005 года были похищены 70-летний отец Доку Умарова, Хамад, а также его жена и 6-месячный сын. За несколько месяцев до этого был захвачен и его родной брат, 43-летний Ахмад Умаров. В 2003 и 2004 годах были схвачены двоюродный брат Доку Умарова Заурбек и племянник Роман Атаев. В ночь на 12 августа 2005 года на юго-западе Чечни была похищена сестра Умарова Наталья Хумаидова. Террористы утверждали, что все похищенные помещались в личную тюрьму Рамзана Кадырова в селе Хоси-Юрт.
В 2006 году добровольно сдался чеченским властям его старший брат Ахмед Умаров, заявивший, что последний раз видел брата в 2004 году.
В апреле 2007 года представители российской стороны обратились через посредников к террористам с предложением показать место захоронения Хамада Умарова. Доку Умаров подтвердил информацию об убийстве своего отца.
Также в ходе боевых действий погибли два брата Умарова — Муса и Иса.
В 2010 году неожиданно объявился ещё один брат Умарова, Ваха. Он заявил, что живёт в Стамбуле (с 2005 года), и открестился от чеченского бандподполья.

## Награды
Награждён высшими орденами ЧРИ «Честь Нации» и «Герой Нации», а также именным оружием от Джохара Дудаева.